# Stinson Junior
Die Stinson Junior ist ein Kabinen-Flugzeug des US-amerikanischen Herstellers Stinson Aircraft Corporation aus den 1920er Jahren.

## Geschichte
Zwar wurde die Stinson SM-1 in zufriedenstellenden Stückzahlen verkauft, doch der Erfolg von Buhl, Cessna, Ryan und anderen mit etwas kleineren Flugzeugen, die zu einem deutlich niedrigerem Verkaufspreis angeboten wurden, veranlasste Stinson zur Entwicklung eines dazu konkurrenzfähigen Flugzeugs. Im Jahr 1928 entwarf William C. Naylor in nur drei Wochen ein drei- bis viersitziges Hochdeckerflugzeug für den privaten Gebrauch, das von einem 110 PS (oder 120 PS) leistenden Warner Scarab angetrieben werden sollte. Im April 1928 flog die SM-2 Detroiter Junior (später auf Junior verkürzt) zum ersten Mal. SM stand für Stinson Monoplane. Die erste öffentliche Präsentation war auf der All American Aircraft Show ebenfalls im April in Detroit.
Im Stinson-Werk Northville wurden 1928 insgesamt 42 SM-2 hergestellt. Einige Exemplare nahmen erfolgreich an Luftrennen teil; so erreichte das zweite Flugzeug (Kennzeichen NC5889) den dritten und eine weitere Maschine den sechsten Platz bei der National Air Tour 1928.
Im Jahr 1929, nach dem Umzug des Unternehmens nach Wayne, wurden drei ähnliche Maschinen mit einem 100-PS-Kinner-K-5-Motor als SM-2K gebaut. Überwiegend bestand die Produktion 1929 jedoch aus viersitzigen SM-2AA mit einem 165-PS-Wright-R-540-Motor, von denen 25 hergestellt wurden. Der Kaufpreis betrug 8500 US-Dollar. Hinzu kamen 35 SM-2AB, die einen Wright J-5 mit 225 PS verwendeten. Diese Variante hatte ein größeres Tankvolumen von 265 Litern, ein verstärktes Fahrgestell und andere kleinere Verbesserungen, wodurch sich der Preis auf 10.500 US-Dollar erhöhte. Von der Version SM-2AC mit einem 250-PS-Wright-R-760 wurden 25 Exemplare gebaut. Diese hatten wie auch die SM-2AB einen um 61 cm verlängerten Rumpf und ein vergrößertes Seitenleitwerk. Von beiden Versionen gab es die Schwimmerausführungen SM-2ABS und SM-2ACS.
Einige von Kenneth Ronan entwickelte luxuriösere Ausführungen baute Stinson im Jahr 1930. Hierzu gehörten 10 SM-7A mit einem 300-PS-Wright-R-975-Motor, sowie 5 SM-7B (300 PS Pratt & Whitney Wasp Junior). Die United States Army Air Forces requirierten hiervon später zwei Exemplare für Verbindungsaufgaben und gaben ihnen die Bezeichnung L-12A (USAAF-Serienr. 44-52992 und -52995).
Mit der Übernahme der Aktienmehrheit durch die Cord Corporation, deren Inhaber Errett Lobban Cord auch das Unternehmen Lycoming kontrollierte, wurde das bisher eingesetzte Whirlwind-Triebwerk durch das Lycoming R-680 mit 215 PS ersetzt. Kenneth Ronan überarbeitete den Entwurf, so dass im April 1930 mit diesem Triebwerk die SM-8A für 5775 US-Dollar als konkurrenzfähige Maschine angeboten werden konnte. Allein von dieser Variante baute Stinson 1930 230 Stück. Andere Versionen waren die je einmal gebauten SM-8AS mit Schwimmern und die SM-8A Special mit einem Wright R-760. Von der SM-8B (ebenfalls mit R-760) wurden fünf Stück hergestellt. Die Version SM-8D mit einem Packard DR-980 war das erste zivile mit einem Dieselmotor ausgerüstete Flugzeug, das eine Musterzulassung (ATC 312 am 8. April 1930) erhielt.

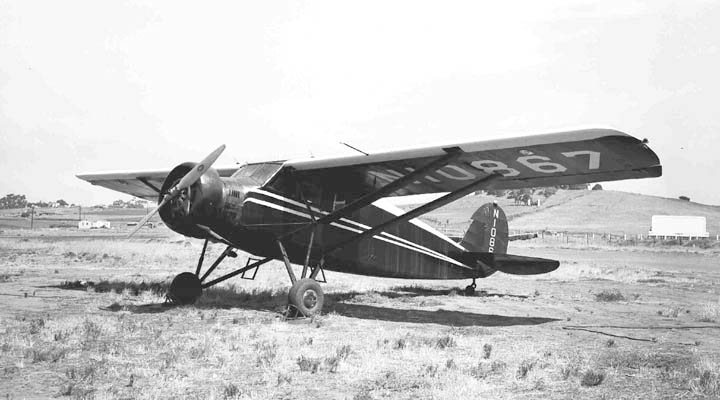
Stinson Junior S

Die 1931 gebauten Junior trugen die Bezeichnung Junior Model S, unterschieden sich aber nur wenig von den SM-8A. Trotz der allgemein schwierigen wirtschaftlichen Situation stellte Stinson in diesem Jahr 113 Exemplare her. Der Preis betrug nur noch 4995 US-Dollar, der 1932 sogar nochmal um 400 US-Dollar gesenkt wurde.
Die letzte Ausführung der Junior war das Junior Model W, eine verbesserte SM-7A, die sich an den wohlhabenden Sportpiloten richtete. Hiervon wurden fünf Stück gebaut, wovon General Electric eine als Elektronik-Test-und-Versuchsflugzeug einsetzte.

## Konstruktion
Die Konstruktion orientierte sich an der Detroiter mit einer Rumpfstruktur aus geschweißten Stahlrohren und stoffbespannten hölzernen Tragflächen. Den bei der SM-1 verwendeten Schleifsporn ersetzte man durch ein Spornrad. Zwei in den Flächen untergebrachte Tanks fassten zusammen 159 Liter. Die bruchsicheren Scheiben konnten teilweise heruntergekurbelt werden. Unter den Sitzen konnte Gepäck verstaut werden und die Lederauskleidung im Inneren war an die Farbe der Sitzpolster angepasst.

## Verbleib

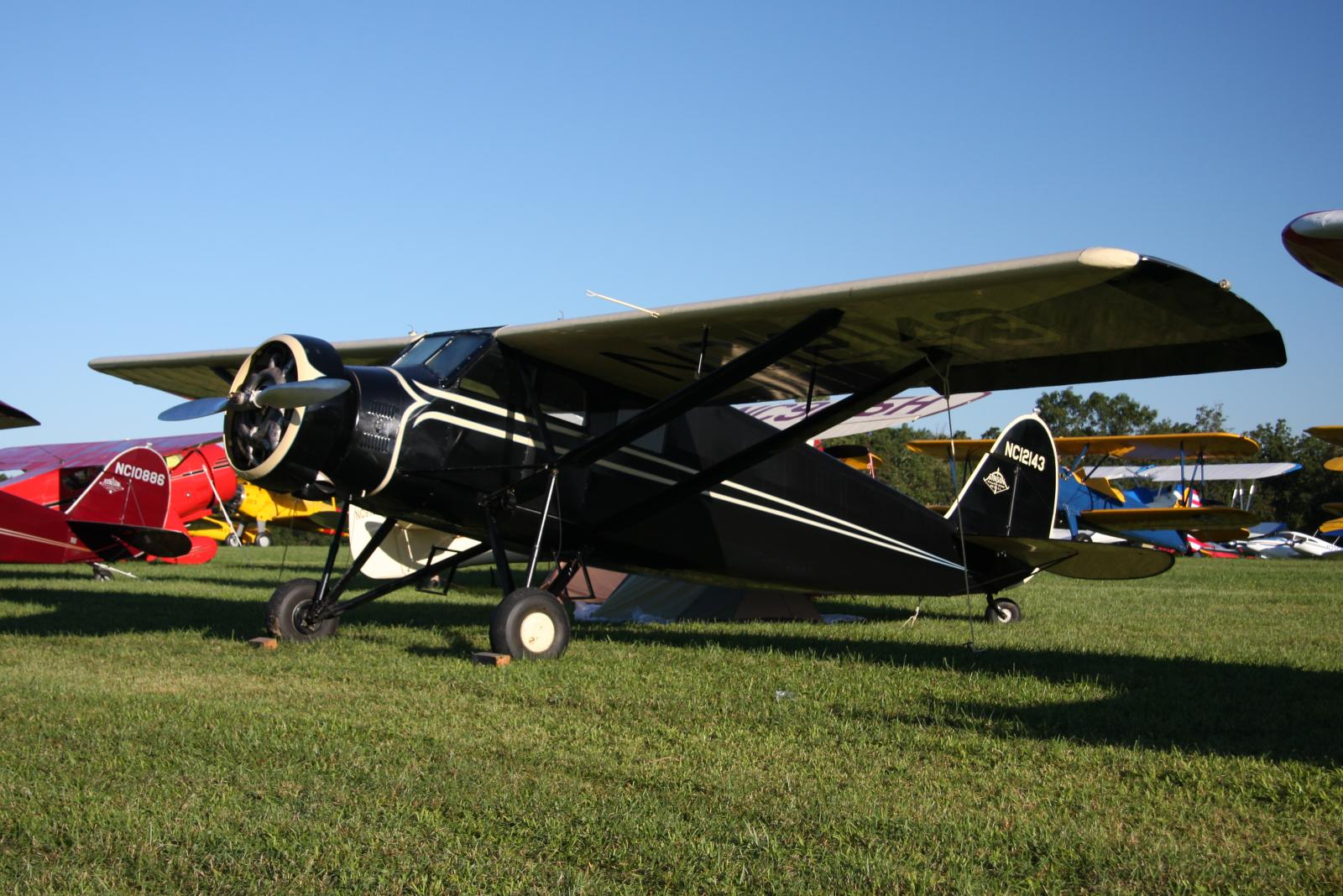
Stinson Junior NC12143

Von der Stinson Junior existieren noch einige, zum Teil flugfähige Exemplare (Stand 2016). Laut FAA sind in den USA im Dezember 2016 fünf SM-2, drei SM-7, 18 SM-8, 15 Junior S und ein Model W registriert.
Beispiele für erhalten gebliebene Stinson Junior sind:
- Junior S, NC10886[3][4]
- NC12165[5]
- NC12143

## Technische Daten
| Kenngröße             | SM-2                                                               | Model Junior S                                                     |
| --------------------- | ------------------------------------------------------------------ | ------------------------------------------------------------------ |
| Besatzung             | 1                                                                  | 1                                                                  |
| Passagiere            | 2                                                                  | 3                                                                  |
| Länge                 | 8,00 m                                                             | 8,81 m                                                             |
| Spannweite            | 12,62 m                                                            | 12,83 m                                                            |
| Höhe                  | 2,24 m                                                             | 2,67 m                                                             |
| Flügelfläche          | 21,93 m²                                                           | 21,93 m²                                                           |
| Flügelstreckung       | 7,26                                                               | 7,50                                                               |
| Leermasse             | 688 kg                                                             | 986 kg                                                             |
| max. Startmasse       | 1135 kg                                                            | 1482 kg                                                            |
| Reisegeschwindigkeit  | 144 km/h                                                           | 168 km/h                                                           |
| Höchstgeschwindigkeit | 170 km/h                                                           | 205 km/h                                                           |
| Steigleistung         | 159 m/min                                                          | 229 m/min                                                          |
| Dienstgipfelhöhe      | 3000 m                                                             | 4120 m                                                             |
| Reichweite            | 680 km                                                             | 640 km                                                             |
| Triebwerke            | 1 × Warner Scarab Siebenzylinder-Sternmotor mit 110 PS (ca. 80 kW) | 1 × Lycoming R-680 Neunzylinder-Sternmotor mit 215 PS (ca. 160 kW) |